# Lincliff

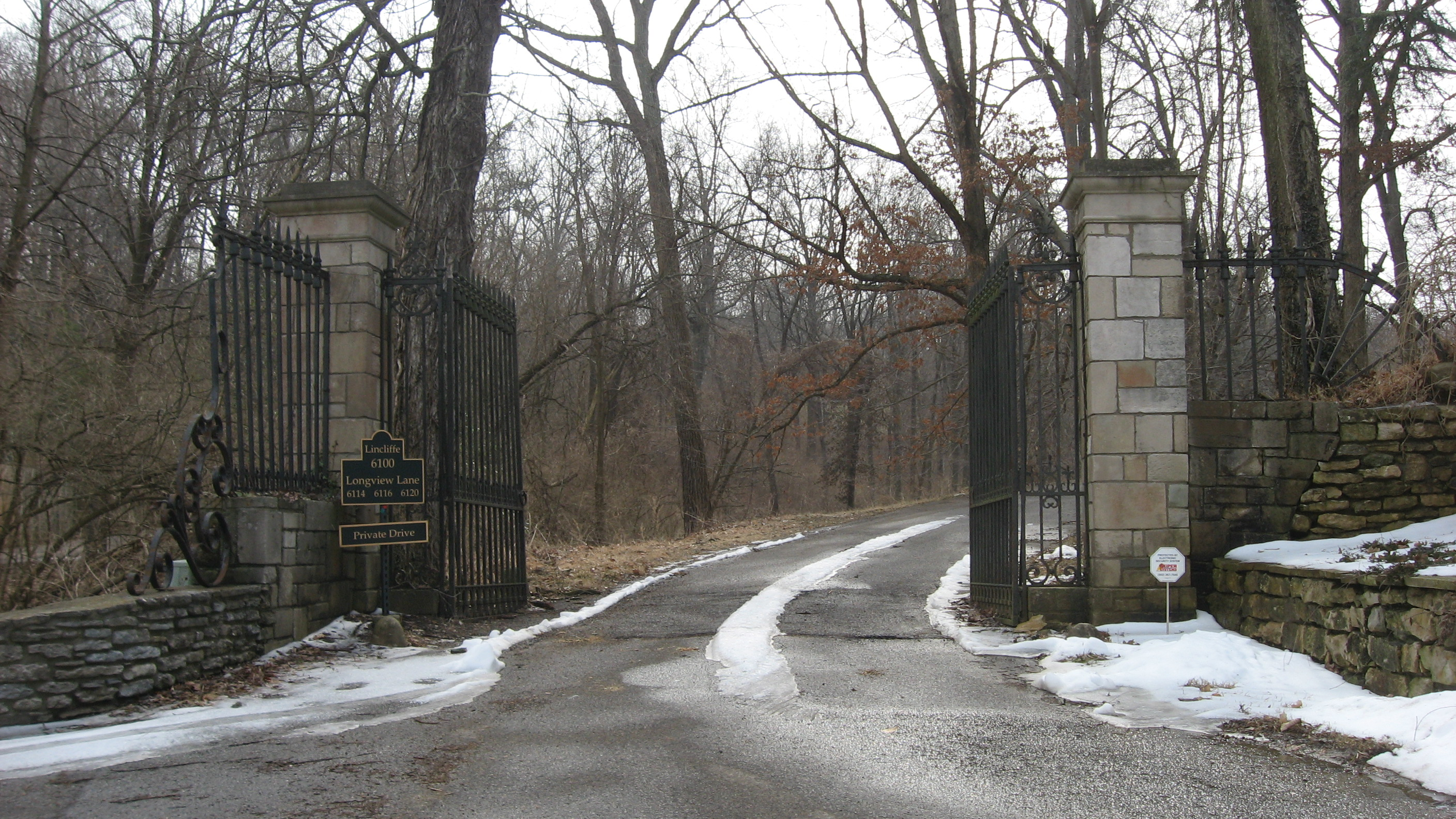
Einfahrt Lincliff (2014)

Lincliff ist ein georgianisches Wohnhaus in Glenview, Kentucky (USA), einer kleinen Stadt östlich von Louisville, wo wohlhabende Ansässige um 1900 begannen, ihre Wohnsitze zu erbauen. Lincliff wurde 1911–1912 im Stile des Colonial-Revival erbaut und am 16. August 1983 in das National Register of Historic Places aufgenommen. Seit der Eintragung in das Register wurde das Haus nicht mehr verändert.

## Beschreibung
Lincliff ist ein dreistöckiges Bauwerk mit Satteldach, dessen Fassade mit umfangreichen Stuckarbeiten ausgestattet ist. Das Dach wird von Gauben und Kaminen unterbrochen. Die Fensterbänke, Fensterstürze und Ecksteine sind aus Kalkstein. Der Grundriss weist einen eher einfachen Eingang an der Südseite auf. Dieser führt zu einem kompakten Vestibül und dem Treppenhaus, das mit einem querverlaufenden Flur verbunden ist, an dessen einer Seite sich nach Norden gerichtete Fenstern befinden. Dieser Flur hat eine herausgearbeitete, geflieste Bandelwerk-Decke und endet am westlichen Ende des Hauses in einem Salon und am östlichen Ende im Küchentrakt.
Auf der nördlichen Seite des Hauses gewährt eine steinerne Terrasse den Blick über den Ohio River. Das Haus ist von einem ausgedehnten Garten umgeben, der in den 1940er und 1950er Jahren von der Louisviller Landschaftsarchitektin Mary Louise Speed angelegt wurde. Auf dem Grundstück befinden sich noch zwei Cottages, die zur selben Zeit entstanden und vermutlich der Unterbringung von Bediensteten dienten, etwa einem Gärtner oder einem Hausmeister.
Das Anwesen wurde bei der Aufnahme in das Register als eines der besten Beispiele der großzügig gestalteten Häuser gelobt, die zwischen dem Amerikanischen Bürgerkrieg und dem Ersten Weltkrieg um Louisville entstanden, insbesondere östlich von Downtown Louisville. In dem Eintrag ins Register heißt es, „Lincliff betont die Bestrebungen seiner Erbauer in einer Weise, die, obwohl sie manchmal verschwenderisch sind, bis hin zur Extravaganz, eine angemessene Haltung von Tradition, Zurückhaltung und Funktion beibehalten“.
Das ursprünglich 50 Acre (rund 20 Hektar) große Grundstück wurde später geteilt und hat heute eine Ausdehnung von 15 Acre.

## Geschichte
Lincliff wurde für William R. Belknap, dem Geschäftsführer eines der damals größten Einzelhandelsunternehmen für Werkzeug im Mittleren Westen, gebaut. Belknap beauftragte die ortsansässigen Architekten Kenneth McDonald (1852–1940) und William J. Dodd (1862–1930) damit, Lincliff zu entwerfen. Die Familie Belknap ist in der Geschichte von Louisville prominent und verlieh dem Hauptcampus der University of Louisville ihren Namen. William R. Belknap starb 1914 und die Familie verkaufte 1922 das Anwesen. C. Edwin Gheens, der Miteigentümer einer Süßigkeitenfabrik, erwarb Lincliff 1945 mit seiner Frau. Diese lebte darin bis zu ihrem Tod 1982.
Helen Combs erwarb das Haus 1983. Combs hat in Louisville mehrere solcher Anwesen renoviert und so vom Abriss oder dem Umbau in Wohnungen bewahrt, darunter etwa Rostrevor, Gardencourt und Boxhill. Nach der Renovierung lebte Combs einige Jahre in dem Haus.
Später wurde das Anwesen durch die Schriftstellerin Sue Grafton erworben.